# ウェリア
ウェリア （Velia、イタリア語読みはヴェーリア） は、ローマのオッピオの丘（エスクイリーノの丘の一部）とパラティーノの丘との間にあった丘である。この小丘は1930年代にフォーリ・インペリアーリ通りの開通のために一部が削られた。
ウェリアは最古の七丘に数えられていて、パラティーノと同じくセルウィウス・トゥッリウス王が分けた街の4区分に入っていた。
丘の領域には2世紀のハドリアヌス治世下に造られたウェヌスとローマ神殿の遺跡が整地をまぬがれて今でも残っている。